# Alistair Strathern
Alistair Luke Strathern (né le 5 mars 1990) est un homme politique du Parti travailliste britannique, député du Mid Bedfordshire depuis une élection partielle en 2023. Il est réélu en 2024 pour la circonscription de Hitchin.

## Jeunesse et éducation
Alistair Luke Strathern est né en 1990 et grandit dans le Bedfordshire, en Angleterre. Il fait ses études à la Sharnbrook Academy dans le Bedfordshire. Il étudie la philosophie, la politique et l'économie au St Anne's College d'Oxford et obtient un baccalauréat ès arts,. Alors qu'il est étudiant à Oxford, Strathern préside le club travailliste de l'Université d'Oxford,. Alors qu'il est encore à l'université, il se présente aux élections du conseil municipal d'Oxford en 2010 pour le quartier de Holywell, terminant quatrième.

## Carrière
Avant son entrée au Parlement, Strathern est employé par la Banque d'Angleterre pour réglementer l'assurance contre les risques climatiques,,. Il a auparavant travaillé comme professeur de mathématiques.
Il est conseiller travailliste du quartier Higham Hill du Waltham Forest London Borough Council du 26 mai 2014 jusqu'à sa démission le 5 septembre 2023 qui déclenche une élection partielle tenue le 26 octobre 2023 , au cours de laquelle les travaillistes conservent le siège. Entre 2014 et 2015, il est administrateur d'Ascham Homes Limited, une organisation de gestion indépendante qui fournit des logements sociaux à Waltham Forest,.
Lors d'une élection partielle en 2023, Strathern est élu pour représenter Mid Bedfordshire au Parlement à la suite de la démission de Nadine Dorries, députée conservatrice et ancienne secrétaire à la Culture. Strathern remporte 13 872 voix, soit une majorité de 1 192 sur le candidat conservateur Festus Akinbusoye ; les libéraux-démocrates arrivent en troisième position avec 9 420 voix. C'est la première fois que le Parti travailliste remporte le siège, la majorité conservatrice aux élections générales de 2019 étant de 24 664 voix.